# Vũ Hòa, Kiến Xương
Vũ Hòa là một xã cũ thuộc huyện Kiến Xương, tỉnh Thái Bình, Việt Nam.

## Địa lý
Xã Vũ Hòa cách thành phố Thái Bình khoảng 10 km, có vị trí địa lý:
- Phía đông giáp xã Vũ Công
- Phía tây giáp huyện Vũ Thư
- Phía nam giáp xã Vũ Bình
- Phía bắc giáp xã Vũ Thắng.

Xã Vũ Bình có diện tích 5,19 km², dân số năm 2022 là 7.177 người, mật độ dân số đạt 1.382 người/km².

## Lịch sử
Ngày 28 tháng 9 năm 2024, Ủy ban Thường vụ Quốc hội ban hành Nghị quyết số 1201/NQ-UBTVQH15 về việc sắp xếp đơn vị hành chính cấp xã của tỉnh Thái Bình giai đoạn 2023 – 2025 (nghị quyết có hiệu lực từ ngày 1 tháng 11 năm 2024). Theo đó, thành lập xã Hồng Vũ trên cơ sở toàn bộ 5,19 km² diện tích tự nhiên và quy mô dân số là 7.177 người của xã Vũ Hòa.